# CCL22
CCL22 (англ. C-C motif chemokine ligand 22) – білок, який кодується однойменним геном, розташованим у людей на короткому плечі 16-ї хромосоми. Довжина поліпептидного ланцюга білка становить 93 амінокислот, а молекулярна маса — 10 625.
| 10         |  | 20         |  | 30         |  | 40         |  | 50         |
| ---------- |  | ---------- |  | ---------- |  | ---------- |  | ---------- |
| MDRLQTALLV |  | VLVLLAVALQ |  | ATEAGPYGAN |  | MEDSVCCRDY |  | VRYRLPLRVV |
| KHFYWTSDSC |  | PRPGVVLLTF |  | RDKEICADPR |  | VPWVKMILNK |  | LSQ        |

A: Аланін

C: Цистеїн

D: Аспарагінова кислота

E: Глутамінова кислота

F: Фенілаланін

G: Гліцин

H: Гістидин

I: Ізолейцин

K: Лізин

L: Лейцин

M: Метіонін

N: Аспарагін

P: Пролін

Q: Глутамін

R: Аргінін

S: Серин

T: Треонін

V: Валін

W: Триптофан

Кодований геном білок за функцією належить до цитокінів. 
Задіяний у такому біологічному процесі, як хемотаксис. 
Секретований назовні.